# São José Operário (Remexio)

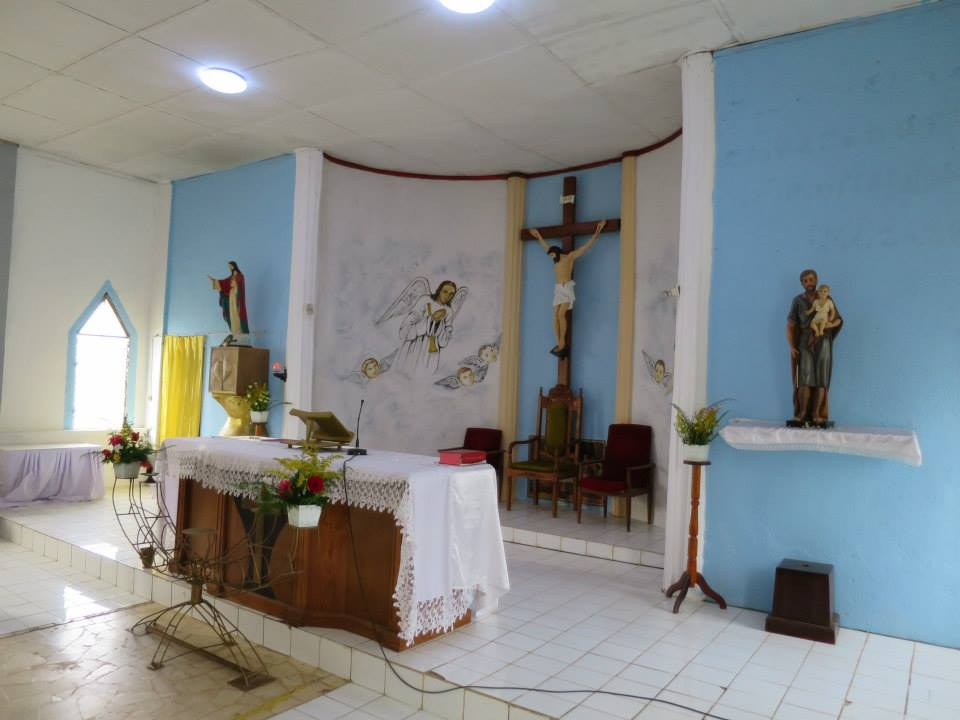
Altar (2014)

São José Operário (deutsch Sankt Josef der Arbeiter) ist die Pfarrkirche des osttimoresischen Ortes Remexio (Gemeinde Aileu). Sie ist Josef von Nazaret geweiht und dem Dekanat Same des Erzbistums Dili zugeordnet.
Die Kirche befindet sich auf einer Anhöhe, am Südrand des Ortes, beim Dorfplatz. Auffällig ist die Länge des Gebäudes mit über 80 Metern. Sie entsteht dadurch, dass Kirche und Pfarrsaal direkt hintereinander gebaut wurden.

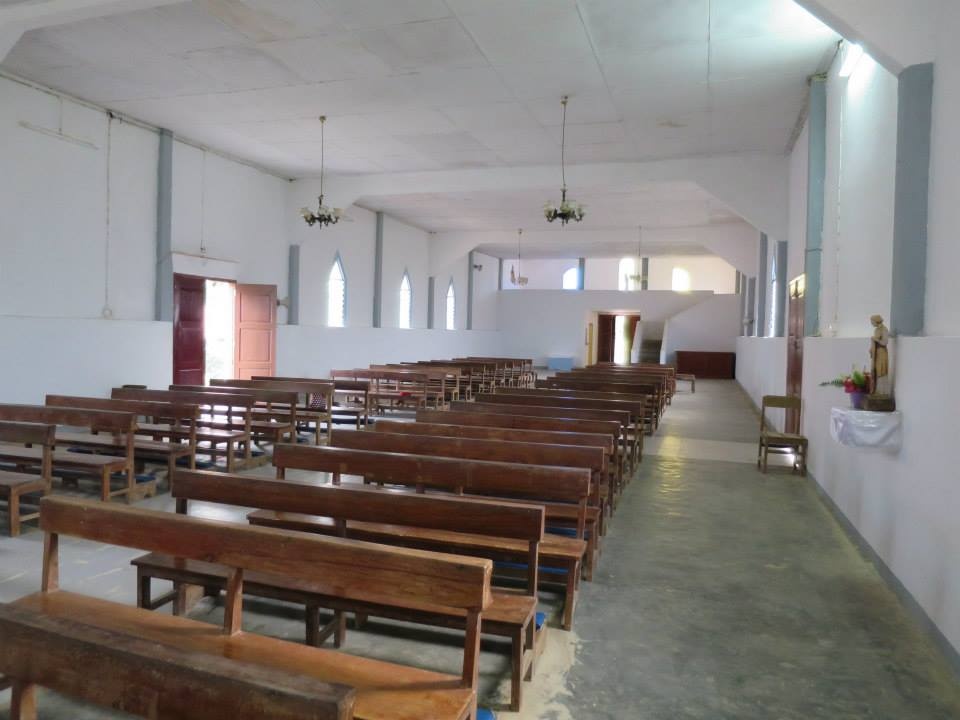
Innenraum
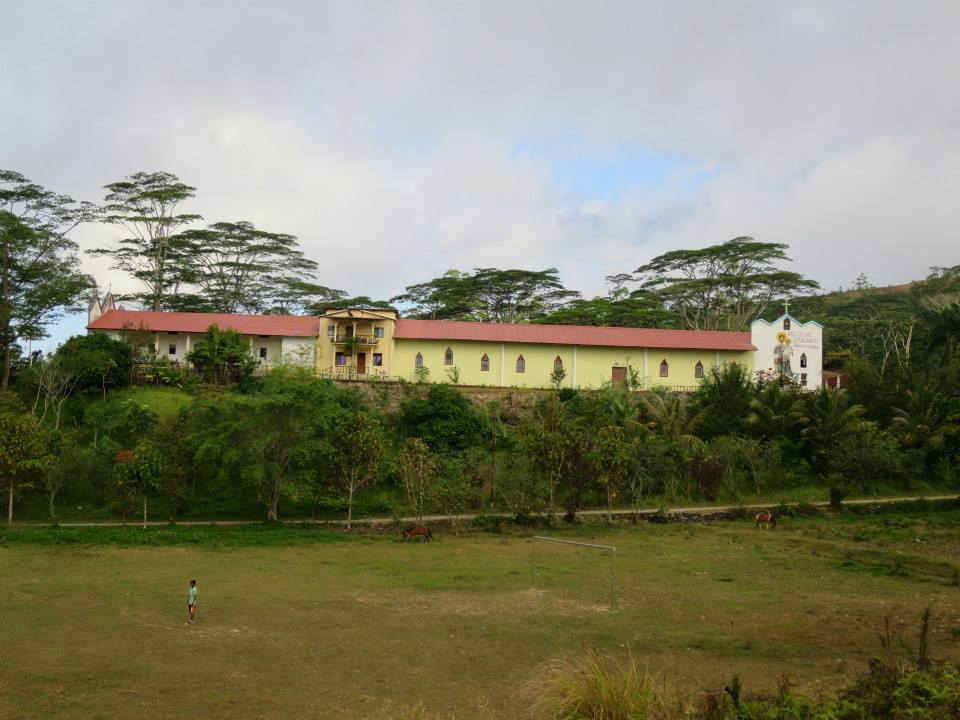
Das Gebäude in seiner gesamten Länge
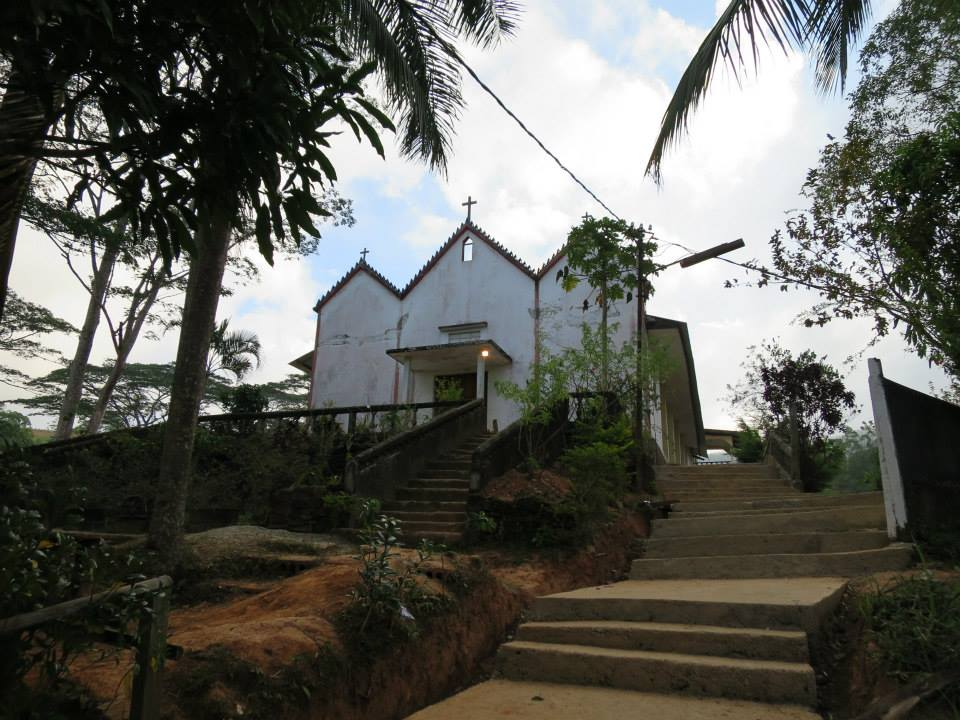
Kirchenportal auf der Anhöhe
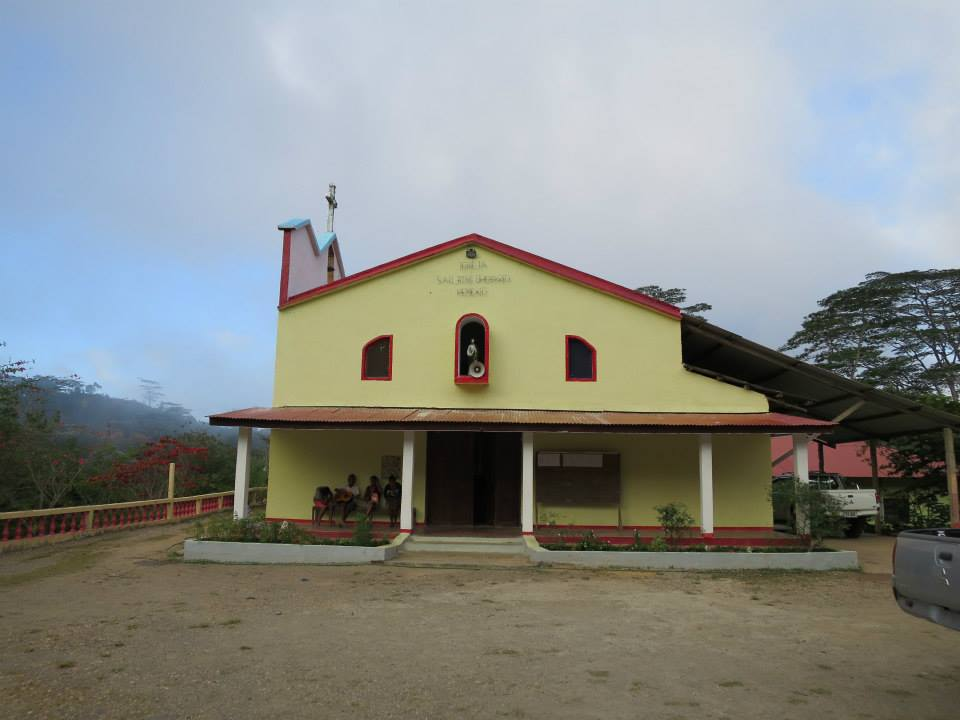
Pfarrsaal
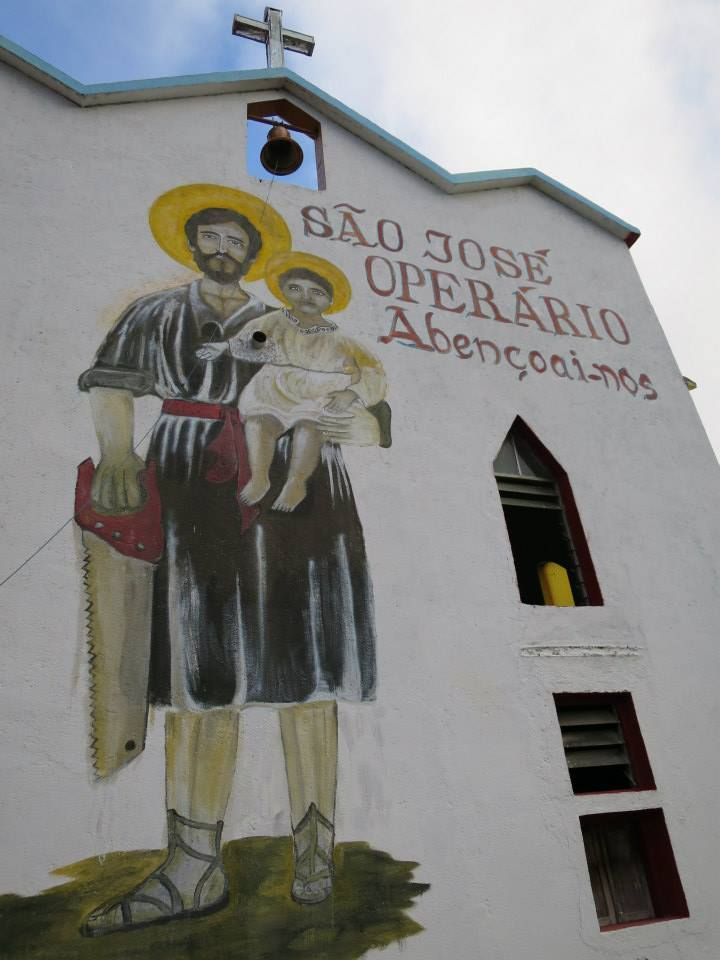
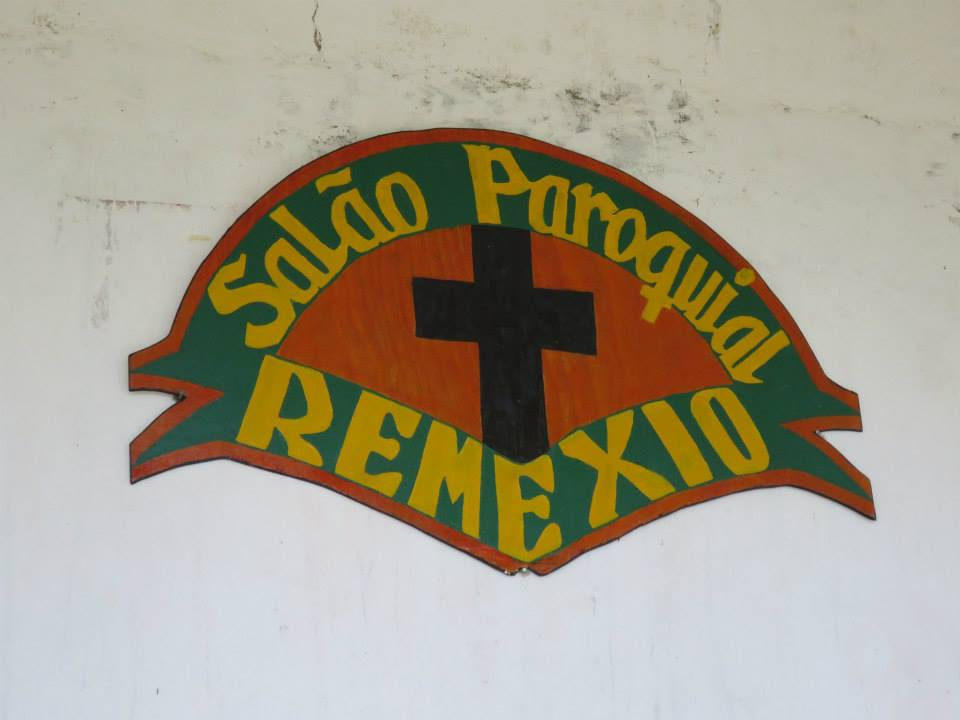
Pfarrsaal
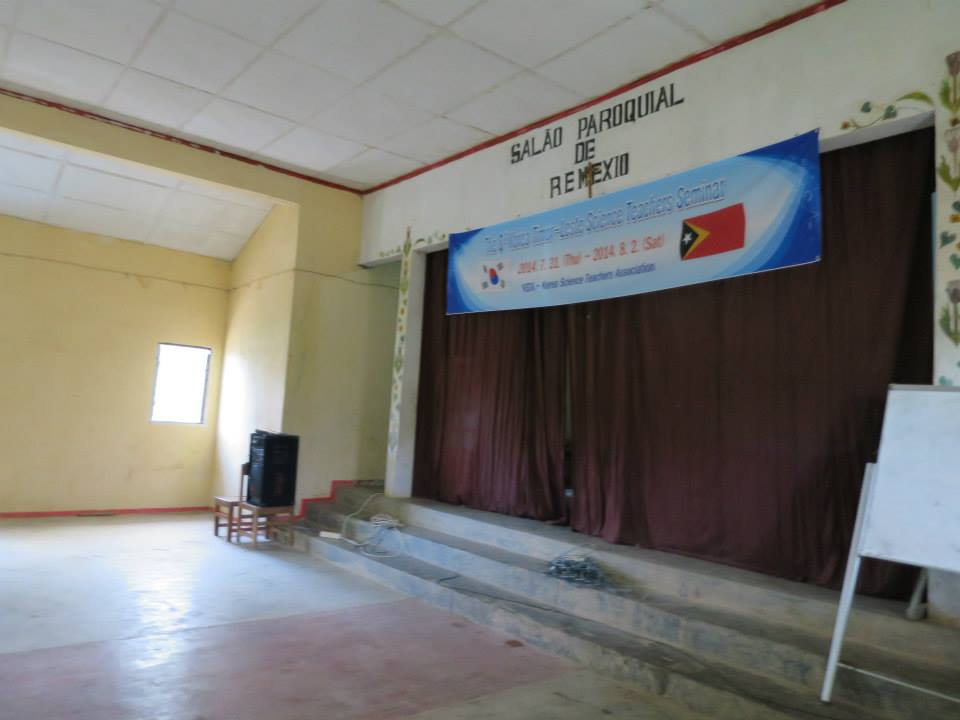
Pfarrsaal